# Hemeroplanis inops
Hemeroplanis inops är en fjärilsart som beskrevs av Stephens 1829. Hemeroplanis inops ingår i släktet Hemeroplanis och familjen nattflyn. Inga underarter finns listade i Catalogue of Life.